# Montalto Ligure
Montalto Ligure (Möntäto in ligure) è una frazione di 377 abitanti che ospita servizi ed uffici del comune italiano di Montalto Carpasio nella provincia di Imperia in Liguria.

## Geografia fisica
Il territorio di Montalto Ligure insiste in una occupazione strategica dall'alto di un colle che sovrasta la media valle del torrente Argentina; fino al Novecento il sito era un importante luogo di incrocio delle numerose vie della transumanza. L'abitato di Montalto Ligure è disposto lungo il crinale del monte Colletto e sul suo pendio sudoccidentale.

## Storia

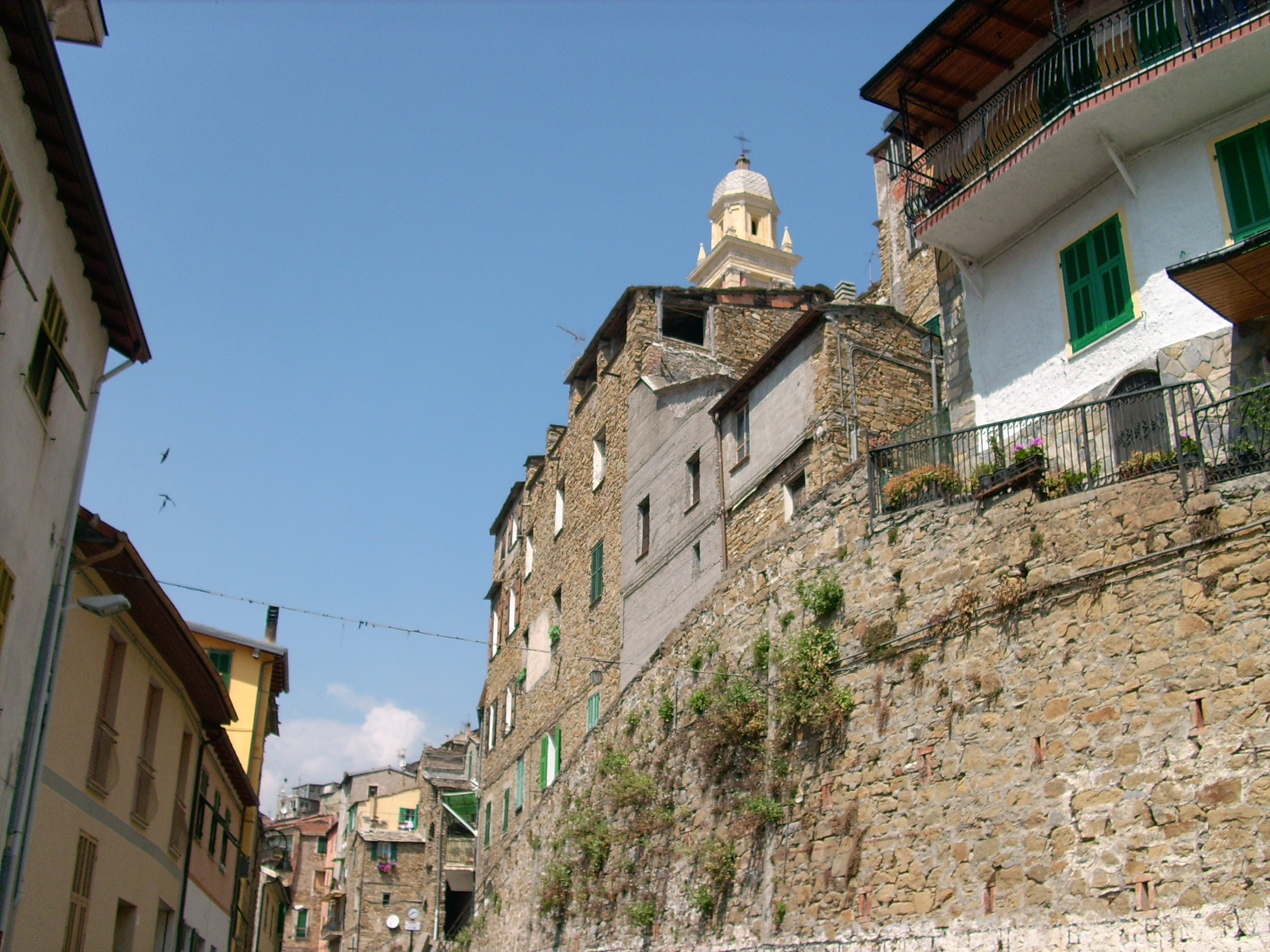
Scorcio dell'abitato

Le prime ufficiali notizie del borgo - denominato in origine Montaldo - risalgono all'XI secolo quando un primitivo villaggio fu concesso dall'imperatore al vescovo di Albenga Diodato; nel 1153, tramite concessione vescovile, si autorizzò la riscossione delle decime della parrocchia di Mons Autus (la primitiva comunità parrocchiale di Montalto) da parte del signore di Lingueglietta Anselmo de Quadraginta. A partire dal XII secolo i territori di Montaldo, Badalucco e Carpasio si staccarono dal controllo vescovile ingauno per confluire, per vendita, nei possedimenti dei conti di Ventimiglia.
Nel 1260 il territorio, tra i quali Montaldo, fu venduto dal conte di Badalucco Bonifacio alla Repubblica di Genova che sottopose il nuovo territorio sotto la giurisdizione della podesteria di Triora. L'annessione alla repubblica genovese fece sì che il borgo condivise fino al XVIII secolo le glorie e le sorti di Genova, come le lotte tra le fazioni Guelfe e Ghibelline o le incursioni dei corsari barbareschi. Nel XV secolo la comunità di Montaldo si dotò di propri statuti che, salvo alcune modifiche legate all'adeguamento storico, rimasero in vigore fino al 1805.
Fu invaso dalle truppe francesi del generale Andrea Massena che occupò il paese nel 1794. Caduta la Repubblica di Genova nel 1797, e annesso alla Repubblica Ligure, la municipalità di Montaldo fu assoggettata alla giurisdizione delle Palme nel cantone di Triora; nel 1803 andò a costituire l'XI cantone dell'Argentina nella Giurisdizione degli Ulivi. Annesso al Primo Impero francese, dal 13 giugno 1805 al 1814 il territorio venne inserito nel Dipartimento delle Alpi Marittime sotto il cantone di Taggia.

Il Dipartimento delle Alpi Marittime nel 1805, con Montalto nel cantone di Taggia.

Caduto Napoleone Bonaparte, e dopo il Congresso di Vienna del 1814, dal 1815 fu parte integrante del Regno di Sardegna e in seguito del Regno d'Italia dal 1861. Dal 1859 al 1927 il territorio fu compreso nel VII mandamento di Triora del circondario di Sanremo facente parte della provincia di Porto Maurizio e, con la sua costituzione, della successiva provincia di Imperia.
Con decreto reale del 1862 si autorizzò il cambio di denominazione in Montaldo Ligure, ulteriormente modificata in Montalto Ligure con un successivo decreto reale del 1864.
Durante il conflitto bellico della seconda guerra mondiale subì notevoli scontri a fuoco fra nazisti e partigiani.
Dal 1973 al 30 aprile 2011 ha fatto parte della Comunità montana Argentina Armea.

### Montalto Carpasio
L'11 giugno 2017 si è svolto negli allora due comuni di Carpasio e Montalto Ligure un referendum consultivo per l'unificazione dei due territori in un unico ente comunale. In entrambi i centri è stato raggiunto il quorum necessario del 30% per la convalida della consultazione con il risultato similare del 77% dei voti favorevoli all'unione. Il nuovo comune, denominato Montalto Carpasio è stato istituito il 1º gennaio 2018.

### Simboli
Stemma
Gonfalone

Lo stemma ufficiale era stato approvato con decreto del Presidente del Consiglio dei ministri datato al 2 marzo del 1931; il gonfalone era stato invece approvato con decreto del Presidente della Repubblica del 6 ottobre del 1953.

## Monumenti e luoghi d'interesse

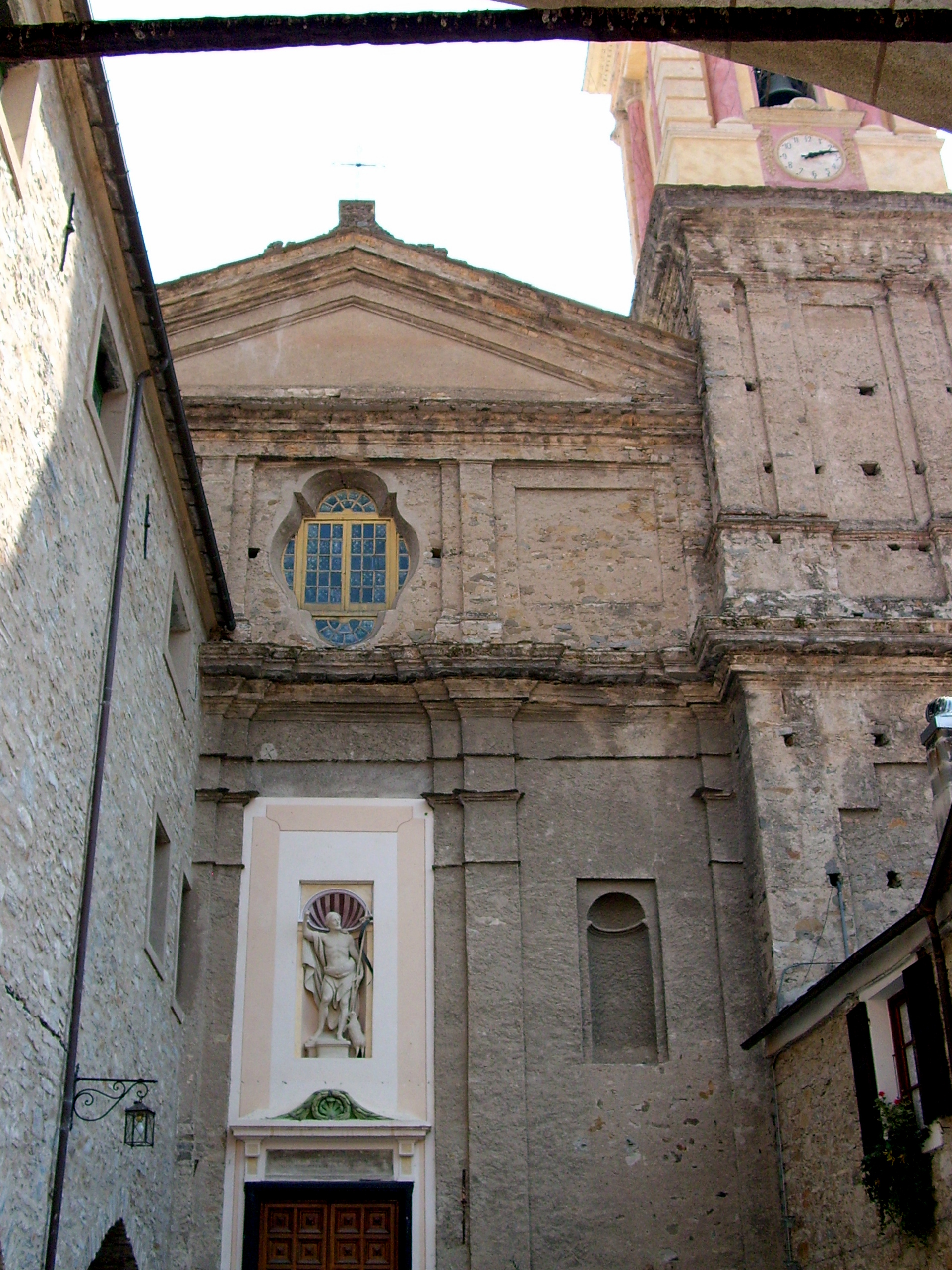
La chiesa parrocchiale di San Giovanni Battista nel centro storico di Montalto

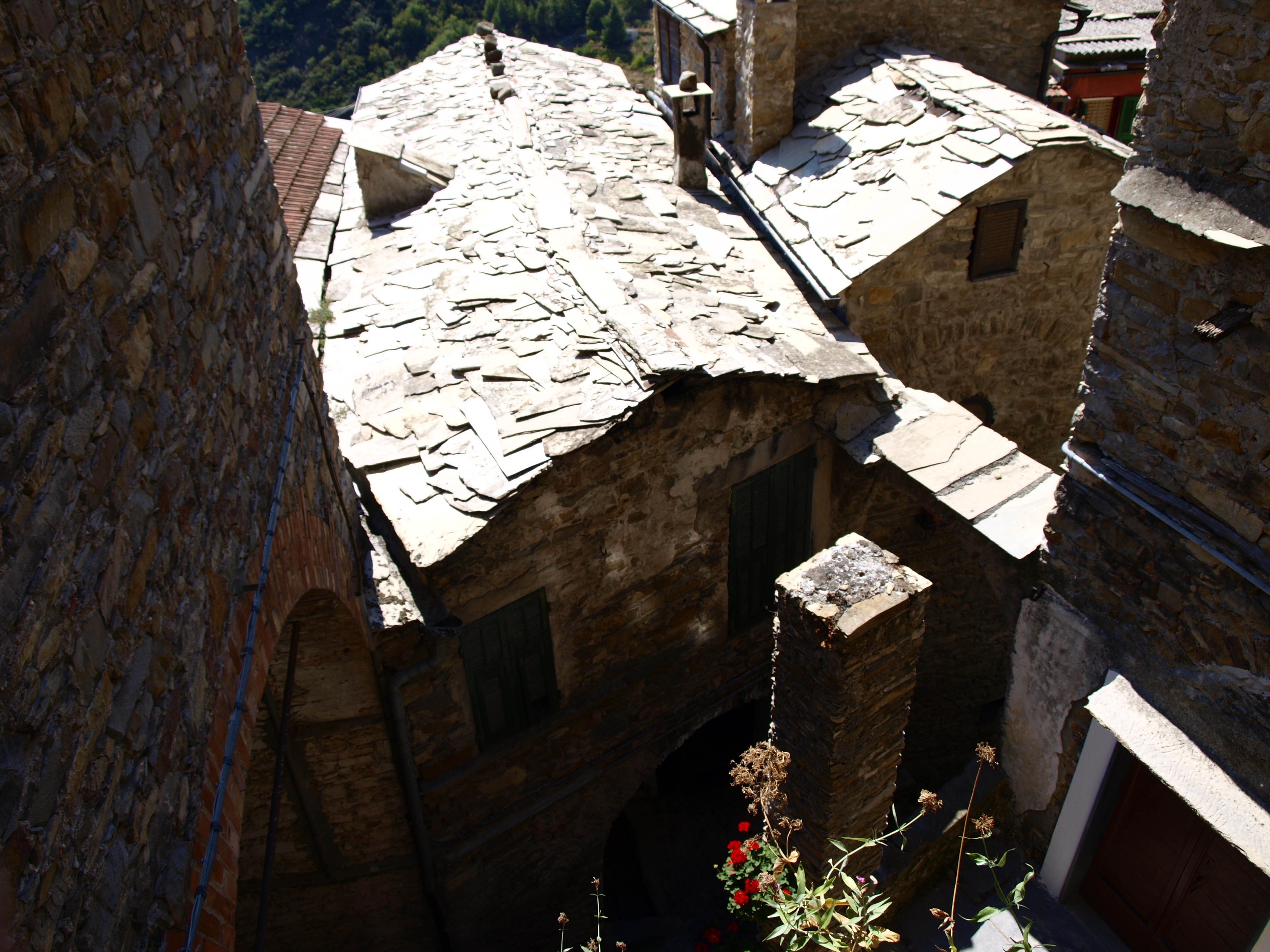
Scorcio del centro storico

### Architetture religiose
- Chiesa parrocchiale di San Giovanni Battista nel centro storico di Montalto Ligure. Fondata nel 1407 al di fuori delle mura del borgo fu ampliata nel Seicento divenendo chiesa parrocchiale dal 1618. Nel XVIII secolo fu ulteriormente rimaneggiata e costruito l'attiguo campanile. Nel suo interno sono custodite opere artistiche di pregio tra i quali il polittico del pittore locale Ludovico Brea (assieme al fratello Antonio e altri collaboratori), raffigurante San Giorgio, databile al 1516.
- Oratorio di San Vincenzo, attiguo alla parrocchiale di San Giovanni Battista, risalente al Quattrocento. Le decorazioni pittoriche e affrescature sono risalenti al XVII secolo e conserva un dipinto di Francesco Brea.
- Pieve di San Giorgio, eretta nel XII secolo sottostante l'abitato montaltese, rimaneggiata nel secolo successivo e in seguito ricostruita nel corso del XVI secolo. L'edificio fu sottoposto tra gli anni ottanta e novanta del XX secolo ad un lungo restauro da parte della Soprintendenza per i Beni Storici e Artistici della Liguria. Conserva pregiati affreschi databili tra il Trecento e il Cinquecento.
- Santuario della Madonna dell'Acquasanta, nell'omonima località, fondato nel 1453 a seguito, secondo la tradizione orale locale, del miracolo compiuto dalla Vergine Maria verso un vecchio infermo del luogo. Il sito fu ricostruito alla fine del XIX secolo dopo il tremendo terremoto del 23 febbraio 1887.

## Società

### Evoluzione demografica
Abitanti censiti

### Etnie e minoranze straniere
Secondo i dati Istat al 31 dicembre 2014, i cittadini stranieri residenti a Montalto Ligure sono 42, pari all'11,41% della popolazione totale.

### Tradizioni e folclore
La leggenda narra che, nel 1200, il conte Oberto di Badalucco avesse imposto lo ius primae noctis sui suoi territori. Una coppia di giovani promessi, determinati a sfuggire al conte, fuggirono nell'entroterra per sposarsi. Vissero nascosti per un po', poi vennero raggiunti dalle rispettive famiglie e così nacque il paesino di Montalto Ligure.

## Geografia antropica

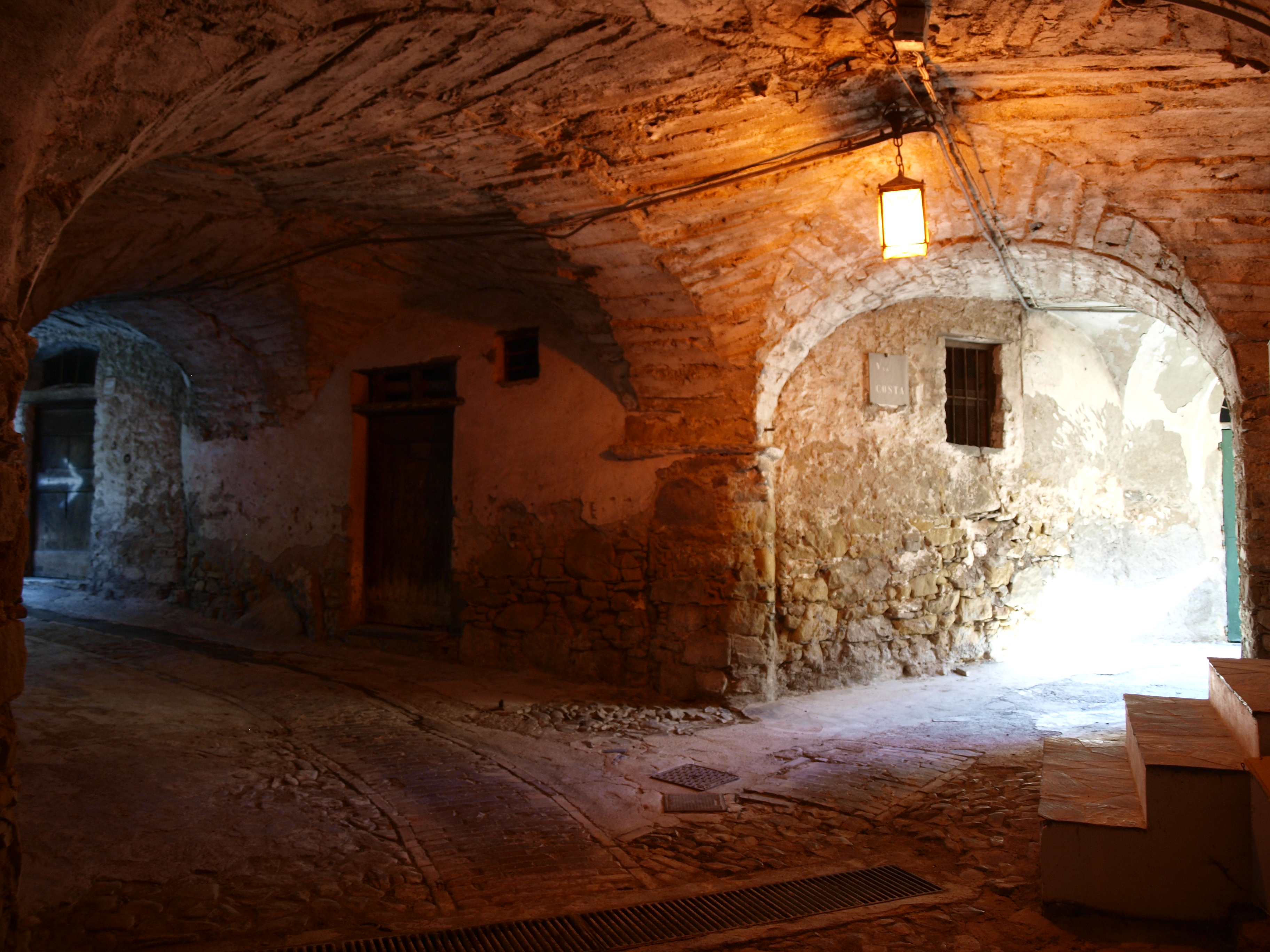
Scorcio del centro storico

Il territorio del comune decaduto era costituito, oltre che dall'ex capoluogo comunale di Montalto Ligure e dalla frazione di Isolalunga, anche dalle regioni Autenchi, Binelle, Campi, Castellarone, Cervia, Cianetto, Colletta, Figareo, Ginestrei, Passetto, Progallo, Qua e Rivà per un totale di 13,71 km2.

## Economia
La principale risorsa economica della frazione è l'attività agricola, specie nella coltivazione dell'olivo e della vite.

## Infrastrutture e trasporti

### Strade
Il territorio di Montalto Ligure è attraversato principalmente dalla strada provinciale 21 che permette il collegamento a nord con la frazione di Carpasio. Presso l'abitato montaltese la stessa provinciale si innesta con la strada provinciale 548 della Valle Argentina per Badalucco, a sud, e Molini di Triora a nord.

## Ex amministrazione

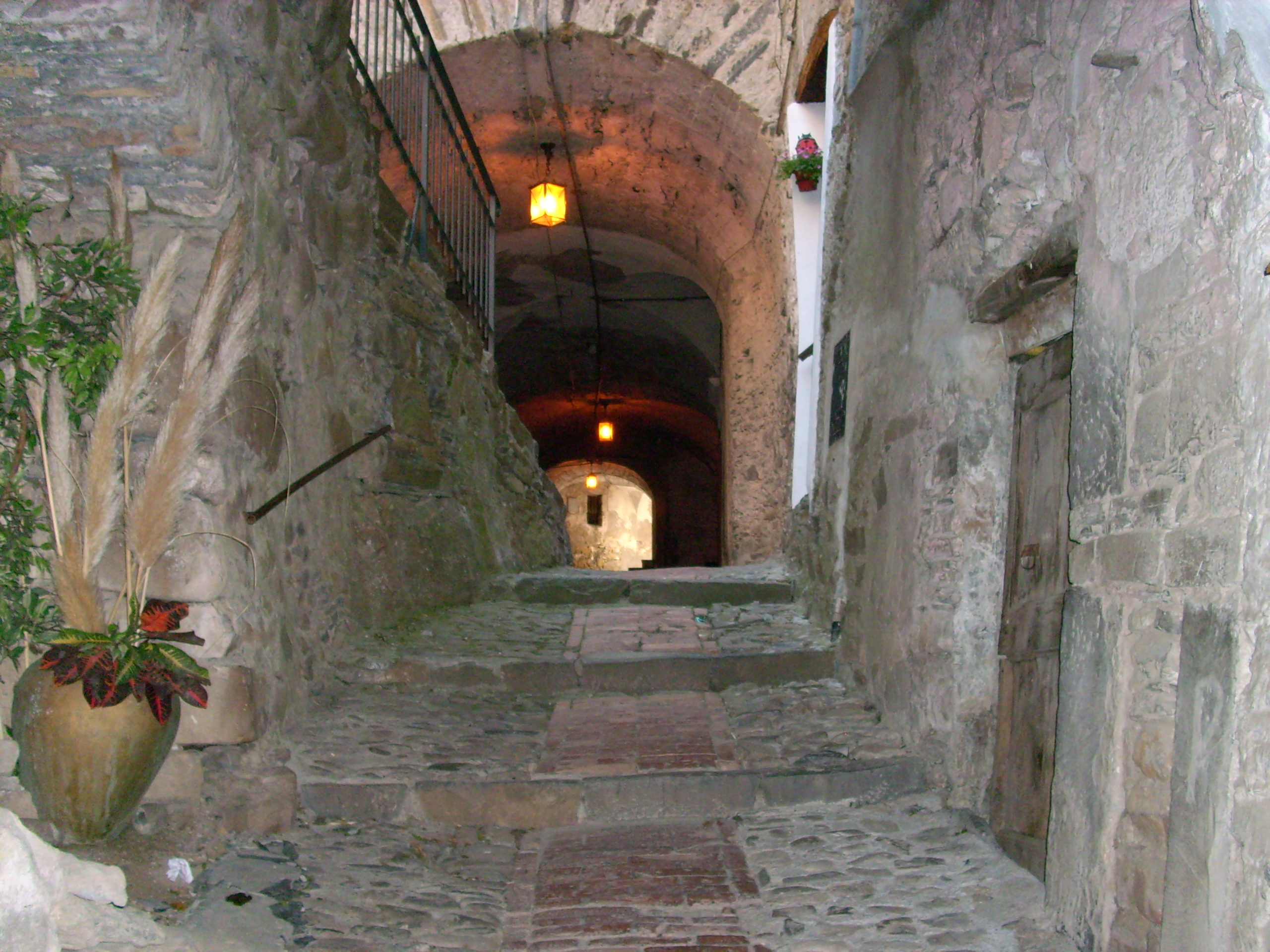
Scorcio del centro storico montaltese

| Periodo        | Periodo          | Primo cittadino  | Partito                           | Carica  | Note   |
| -------------- | ---------------- | ---------------- | --------------------------------- | ------- | ------ |
| 1985           | 1990             | Angelo Alberti   | Partito Comunista Italiano        | Sindaco |        |
| 1990           | 2004             | Angelo Alberti   | Lista civica di centro-sinistra   | Sindaco |        |
| 2004           | 2009             | Matteo Orengo    | Lista civica di centro-destra     | Sindaco |        |
| 2009           | 26 maggio 2014   | Giovanna Lantrua | Lista civica "Uniti per Montalto" | Sindaco |        |
| 26 maggio 2014 | 31 dicembre 2017 | Mariano Bianchi  | Lista civica "Uniti per Montalto" | Sindaco | [ 17 ] |

### Altre informazioni amministrative
Montalto Ligure faceva parte dell'Unione dei comuni delle Valli Argentina e Armea, di cui ospitava la sede.